# José Luis Korta
José Luis Korta Elizondo (Orio, Guipúzcoa, 25 de abril de 1949) es un exremero, patrón, entrenador de remo y showman televisivo español.
Durante los años 1970 y principios de los 80 fue uno de los más destacados remeros vascos, tanto en la modalidad tradicional de banco fijo de las traineras, como en el remo olímpico del banco móvil. Obtuvo numeroso títulos de campeón de España en banco móvil destacando asimismo una participación en los Juegos Olímpicos de Moscú 1980, donde obtuvo diploma olímpico.
También ha ganado las más prestigiosas banderas de traineras, como la Bandera de la Concha en la que es el deportista más laureado de la historia. Korta ha ganado ocho Banderas de La Concha como remero: con Orio (1970, 1971 y 1972), con Lasarte-Michelín (1973), con Kaiku (1978, 1980, 1981) y con Castro (2001); tres como patrón (1992, 1997 y 2001), dos con Orio y una con Castro; y seis como entrenador, sin formar parte de la tripulación (1982, 2009 y 2012-Kaiku, 1996-Orio, 2002 y 2006-Castro). En 2001 el de Ortzaika remó en la primera jornada y fue patrón en la segunda. En 1982 no pudo remar ni patronear porque estaba sancionado.
Desde mediados de la década de 1970 compaginó la labor de remero con la de patrón y entrenador, siendo el primer remero-entrenador que se pudo dedicar profesionalmente al remo en el País Vasco. Bajo su dirección se han convertido en punteros clubes de remo que antes de su llegada contaban con un escaso palmarés como Kaiku o Castro. Desde la década de 1970 hasta la actualidad Korta se mantiene en la primera línea del remo cantábrico como remero, entrenador y patrón.
Su carácter polémico y mediático le han convertido asimismo en una figura que trasciende el deporte del remo convirtiéndole en alguien muy conocido en el País Vasco. En ese apartado cabe destacar su participación en varios programas y series de la televisión vasca ETB, como El conquistador del fin del mundo.

## Trayectoria como deportista

### Inicios en Orio (1968-1972)
Natural del barrio de Ortzaika de Orio, situado junto a la ría del río Oria; Korta se inició en el mundo del remo en 1968 cuando tenía 18 años de edad. Según sus propias declaraciones: 

Al remo llegué porque no teníamos otra cosa entonces, no había otro deporte.Si hubiera tenido cerca
una raqueta hubiera sido tenista, pero en Orio lo que veía desde mi casa era el remo

Unos pocos años antes, en 1965, se había fundado en su pueblo un club de remo olímpico, el CRO Orio, como forma de dar continuidad en las modalidades olímpicas internacionales a la tradición remera del pueblo, que poseía una de las traineras con más tradición del Cantábrico. Korta ingresó en este club y desde el primer momento dio muestra de su categoría. Ese mismo año se hizo en el Lago de Bañolas con el Campeonato de España de skiff (bote individual sin timonel), iniciando una serie de 10 campeonatos consecutivos de España de skiff. Fue el dominador absoluto de esta modalidad deportiva en España hasta 1978 cuando quedó subcampeón de España por primera vez retirándose a partir de ese momento del skiff.
En 1968, el año de su debut en el Campeonato de España después de ganar el título de campeón de España de skiff se montó en el ocho con timonel de Orio, ganando asimismo el Campeonato de España en esta modalidad.
En el campo del banco fijo, formando parte de la tripulación de Orio, ganó la Bandera de La Concha en tres ediciones consecutivas (1970,1971 y 1972). También se proclamó Campeón de España de Traineras, así como ganó otras banderas.

### Lasarte-Michelín (1973-1975)
En 1973 Korta abandonó el club, junto con su hermano Vicente, y se marchó a la SDC Michelín de Lasarte-Oria. A pesar de tratarse Lasarte-Oria de un pueblo de interior sin tradición de traineras; a finales de la década de los años 1960,se logró montar un club de remo puntero. Este club utilizaba remeros procedentes de localidades cercanas del interior, así como algunos "fichajes" procedentes de localidades con tradición remera, especialmente de Orio. El club regateaba bajo la denominación de Lasarte-Michelín en las competiciones de traineras. Al contar con el patrocinio de la poderosa factoría de neumáticos Michelín situada en esta localidad, a sus remeros se les ofrecía trabajo en la fábrica de neumáticos Michelín y facilidades para librar ciertos días y horas para dedicarlos al entrenamiento y a la competición. Estas ayudas le permitían a Lasarte-Michelín "robar" remeros a otros clubes que no podían ofrecer esas mismas ventajas a sus remeros. Por este hecho y por entrenar en Orio, la localidad costera más cercana, Lasarte-Michelín mantenía una gran rivalidad con Orio por aquellos años. La marcha de su remero estrella,  al máximo rival de por aquel entonces sentó muy mal en Orio y fue el inicio de las turbulentas relaciones entre Korta y sus convecinos.
Gracias a los hermanos Korta, la SCD Michelín ganó cinco campeonatos de España de banco móvil entre 1973 y 1975; los tres de skiff disputados esos años en los que se proclamó vencedor José Luis, y los de doble scull de 1973 y 1974, en los que venció la pareja de hermanos.  El "Ocho con timonel" de Michelín fue también bronce en la edición de 1975, quedando por detrás del CN Bañolas y Orio.
En banco fijo, Lasarte-Michelín ganó numerosos trofeos durante esos años formando parte Korta de la tripulación de su trainera; siendo el más destacado de todos la Bandera de La Concha de 1973, la segunda y última que obtuvo Lasarte-Michelín en su historia. Lasarte-Michelín fue también Campeona de Guipúzcoa de Traineras en 1974 y 1975 y de España de Trainerillas en 1973 y 1974; entre otras muchos banderas obtenidas esos años.

### Primera etapa en Kaiku (1976-1987)
En 1976 José Luis Korta recibió una oferta profesional para fichar como entrenador-remero de la Sociedad Deportiva de Remo Kaiku de Sestao. El remo era hasta aquel momento un deporte completamente amateur en el País Vasco, y Korta se convirtió así en el primero en poder dedicarse profesionalmente al remo por esas latitudes. Korta emigró con su familia a Vizcaya y comenzó a entrenar a los de Sestao en 1976, además de seguir compitiendo como remero en su tripulación y a modo individual en banco móvil.
La llegada de Korta al club vizcaíno se asocia con la primera edad de oro del club sestaotarra, que tenía más de 50 años de historia, pero un pobre palmarés hasta entonces. Los títulos más destacados obtenidos hasta entonces habían sido los 3 Campeonatos de Vizcaya de Traineras entre 1971 y 1973. Por ejemplo hasta entonces, el club de Sestao no había conquistado ninguna Bandera de La Concha, ya que los dos anteriores triunfos de la localidad en esta Bandera habían llegado con Iberia, otro club. Sin embargo, solo dos años después de su llegada, en 1978, la Bizkaitarra se impuso por primera vez en La Concha, y volvió a repetir este éxito en 1980, 1981 y 1982. En esta última edición, Korta tuvo que quedarse fuera de la trainera por una sanción y, por primera, vez ganó en La Concha desde fuera del agua, solo como entrenador. El oriotarra continuó en Sestao cinco años más, pero no volvió a vencer en San Sebastián. El palmarés de Kaiku en banco fijo se amplió durante estos años, además de las 4 Banderas de La Concha, con 3 campeonatos de España de Traineras (1978,1981,1982),  6 Banderas de Santander, 3 Campeonatos del País Vasco de Traineras, 4 Campeonatos de Vizcaya, 4 Grandes Premios del Nervión y otras muchas banderas.
En banco móvil, Kaiku se hizo con 8 campeonatos de España durante esos años, estando Korta directamente implicado en la mayor parte de los títulos. En 1976 y 1977 Korta hizo el doblete ganando en skiff y doble scull (en 1976 con su hermano Vicente como pareja y en 1977 con José Antonio Montosa). En 1978, tras diez títulos consecutivos de campeón de España en skiff, Korta quedó relegado al segundo puesto, derrotado por Manuel Fernández García, un remero del club de Bañolas. A raíz de este hecho dejó de competir en skiff durante unos años. En 1979 ganó con Montosa el doble scull y quedó tercero en el Ocho con Timonel. En 1980 no participó en los campeonatos de España al estar centrado en su participación en los Juegos Olímpicos de Moscú, pero Montosa ganó el título de skiff y el Ocho con Timonel de Kaiku volvió a quedar tercero. En 1983 fue tercero en el doble scull (con José Ignacio López López) y en Ocho con Timonel. En 1985 ganó el título de doble scull por última vez (pareja con J.M. Diaz). En 1986 fue tercero en el doble scull y segundo en el cuádruple scull.  En 1987 fue subcampeón de skiff.

### Entrenador de Orio (1991-1997)
En 1991 Korta regresó al CRO Orio como técnico y patrón del equipo de traineras. Fue el regreso del hijo pródigo al equipo al que había traicionado en 1973 cuando se marchó a remar por Lasarte-Michelín.
Orio, la trainera más laureado del Cantábrico atravesaba en aquel momento una de sus peores rachas históricas. Llevaba tres temporadas sin ganar ninguna bandera importante. No ganaba una Bandera de la Concha desde 1983, un campeonato de Guipúzcoa desde 1982 o el Campeonato de España desde 1986. La década de los años 1980 había sido muy pobre en triunfos comparada con las décadas anteriores.
Korta llegó como revulsivo al club y a buena fe que logró su objetivo. En su primera temporada ganó 8 banderas, entre ellas la Bandera de Santander, la Bandera Villa de Bilbao o la Bandera El Corte Inglés y estuvo a puertas de ganar también la más prestigiosa de todas, la Bandera de La Concha. La primera jornada de esta regata, la San Nikolas de Orio, patroneada por Korta, superó a San Juan en 1.04 segundos, pero a ambas tripulaciones las remontó en la segunda jornada San Pedro, que partió tercera a 5.05s de los aguiluchos de Orio. Fue una de las regatas de La Concha más disputadas de la historia.
Un año después, el reloj, en cambio, jugó a favor de Korta. Tras ganar a lo largo de la temporada otro buen número de banderas; de nuevo Orio afrontó la tanda de honor de La Concha con una exigua ventaja de 1.58 segundos sobre Donibaneko Arraunlariak, 5.03 sobre San Pedro y 6.01 sobre Arraun Lagunak. Donibaneko ganó la segunda regata, pero solo pudieron recortar 35 centésimas a los oriotarras, que se hicieron de esta forma con la Bandera de La Concha. Era la primera vez en 9 años; se ponía fin al periodo más largo del siglo XX en el que Orio no había ganado este título. Era también el primer título de La Concha obtenido por Korta como patrón.
En los años siguientes Orio ganó de la mano de Korta 2 Campeonatos de España (1993,1995), el primer Campeonato de Euskadi en el palmarés de Orio (1995) y otras numerosas banderas, pero los buenos resultados de San Pedro y Donibaneko Arraunlariak le impidieron ganar de nuevo en la Bandera de La Concha hasta 1996. En La Concha de 1996 Korta cedió el patroneo de la trainera oriotorra al malogrado Txiki Larrañaga.
En 1997 las cosas se torcieron entre Korta y la dirección del club, con numerosos desencuentros entre ambos. Fue otro año exitoso, que se cerró contra otra victoria en la Bandera de La Concha (1997), esta vez con Korta en el papel de patrón, pero el hecho de que Korta no fuera invitado al acto de la bendición de las banderas precipitó su salida del club.
Korta permaneció en el equipo de su pueblo hasta 1998 cuando decidió abandonarlo rumbo a Castro. A pesar de sus desavenencias conocidas con el club, la marcha de Korta fue una sorpresa ya que además de su papel de entrenador tenía un trabajo fijo de funcionario en el ayuntamiento de Orio, el equipo marchaba muy bien y Castro era por aquel entonces un equipo de segunda fila.

### Etapa en Castro (1998-2006)

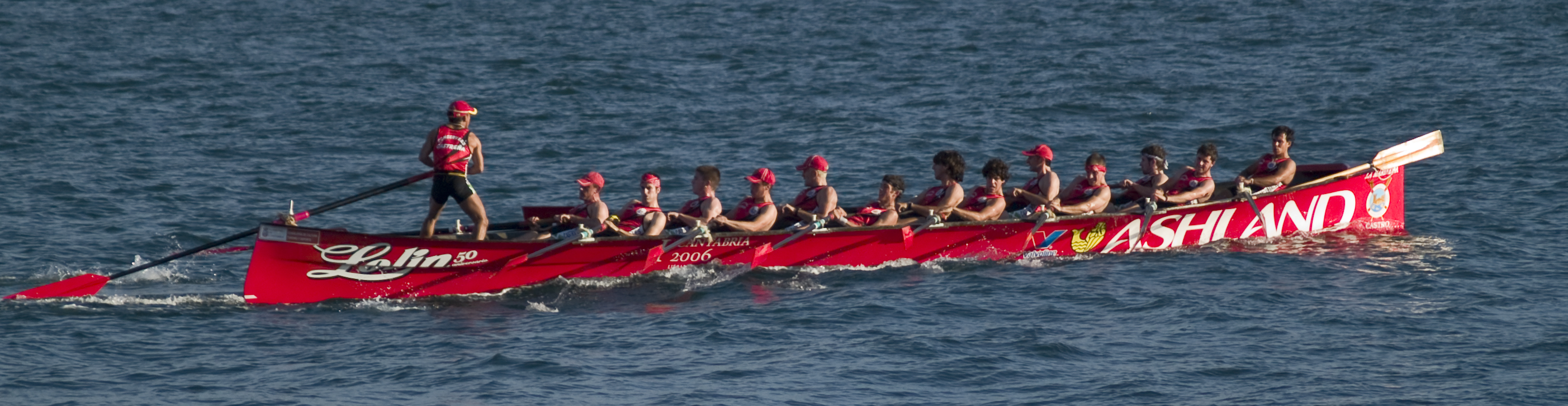
Trainera La Marinera de Castro

En 1998 accedió a la presidencia de la Sociedad Deportiva de Remo Castro Urdiales Vicente Korta, hermano de Jose Luis; ex-remero, preparador y patrón como él; aunque sin un palmarés tan brillante. Vicente consiguió convencer a su hermano Jose Luis para que fichara como técnico del equipo cántabro, iniciándose un ambicioso proyecto para convertir al equipo castreño en un equipo de la élite del remo. Con Korta como técnico-estrella se produjo un fenómeno de revitalización del remo castreño en particular y cántabro en general. El pueblo de Castro se volcó con La Marinera; el equipo consiguió patrocinadores y con dinero y afición comenzó la formación de un equipo que haría historia. Desde 1998 estableció Korta su residencia en Castro Urdiales.
Paso a paso el proyecto de Jose Luis Korta fue creciendo, logrando año a año un bote más competitivo hasta que en 2001 La Marinera de Castro logró completar una temporada histórica al hacerse con la victoria por primera en su historia en tres grandes competiciones; el Campeonato de España de Traineras, la Liga Vasca (antecedente de la actual Liga ACT) y sobre todo la olimpiada del remo, la prestigiosa Bandera de La Concha. Además los cántabros se hacen con un número importante de banderas, por lo que logra la consideración de la trainera más regular de la temporada. El triunfo de 2001 en la Bandera de La Concha fue especialmente llamativo, contra pronóstico y no exento de polémica. Orio había obtenido una ventaja de 10 segundos sobre Castro en la primera jornada. En la segunda manga, Castro logró remontar esa distancia mediante una polémica maniobra de Korta como patrón que abordó la trainera oriotarra. A pesar de las quejas de los oriotarras, la maniobra fue declarada legal por los jueces. Este hecho enconó aún más la tensa relación de Korta con su pueblo. En la edición de La Concha de 2001 Korta batió un nuevo récord, ya que participó como patrón en la clasificatoria, remero en la primera jornada y patrón en la segunda, siendo el único en haberlo conseguido. Cabe destacar que Korta contaba con 52 años de edad cuando compitió en calidad de remero en esta edición de La Concha.
En 2002 Castro volvió a ganar por segunda vez la Liga Vasca de Traineras y la Bandera de la Concha. Esta vez Korta no participó ni como remero ni como patrón, solo como preparador. El título de 2002 supuso que Korta igualara a otro mito del remo, Batista Oliden en número de victorias en La Concha, 13, aunque Oliden obtuvo los 13 títulos como remero y Korta los ha obtenido como remero, patrón y entrenador.
A partir de ese año Castro dio un paso atrás ante el empuje de otros clubes como Astillero, Hondarribia o Urdaibai. Los de Korta siguieron en primera línea del remo, pero sin títulos importantes. En 2003 comenzó la disputa de la Liga ACT, que daría un nuevo impulso al deporte de las traineras, que adoptó el carácter de una liga semiprofesional. La Liga ACT es el único gran título de traineras que se le ha resistido a Korta hasta el momento, ya que no logró obtener ningún título de esta liga con Castro. En 2003 Castro fue 5ª en la Liga obteniendo una bandera, en 2004 fue 4º, aunque sin ganar ninguna bandera. En 2005 fue tercera, ganando 2 banderas. Durante estos años La Marinera se quedó asimismo sin otros grandes títulos como la Bandera de La Concha o el Campeonato de España.
Esta falta de éxitos y su extrema personalidad, que lleva a la gente a dividirse entre kortistas y antikortistas, llevó a que el club de Castro Urdiales llevara a asamblea la permanencia de Korta como técnico del club, votándose a favor de su destitución. Al comienzo de la temporada 2005 fue destituido del club para ser readmitido a los pocos días.
El de Orio siguió en el club una temporada más, la 2006. En una temporada que se presumía de transición, Castro volvió por la senda del triunfo, quedó segunda en la Liga ACT 2006, ganando 5 banderas y ganó de nuevo la Bandera de la Concha. El triunfo de 2006 significó su 14.ª Bandera de La Concha, convirtiéndose en la persona que más veces ha ganado esta bandera. Al finalizar la temporada, el club de Castro-Urdiales anunció que Korta no continuaría al frente de la dirección técnica del club Korta, fiel a su estilo, se marchó de Castro criticando duramente al presidente del club, Agustín Anglada, con el que mantenía un duro enfrentamiento personal desde al menos la temporada anterior.

### Segunda etapa en Kaiku (2008-act.)
La temporada 2007, Korta la dedicó a año sabático, aunque aceptó ejercer tareas de asesor deportivo del Isuntza Arraun Elkartea, club de remo de Lequeitio. Por otro lado ese año grabó un reality show para la televisión vasca.
Aunque se había hablado a comienzos de 2007 de que podría fichar por Kaiku, no aceptó esa oferta hasta 2008. Kaiku había sido entrenada por Korta durante la segunda mitad de la década de 1970 y principios de 1980, siendo esta la época dorada del club vizcaíno. Tal y como había ocurrido en Castro 10 años antes, se empieza a gestar en torno al de Ortzaika un proyecto ambicioso que cuenta con un importante apoyo económico. En esa primera temporada, en 2008 Kaiku consigue ascender a la Liga ACT tras proclamarse ganador de la Liga ARC 2008. La temporada 2009 es la de la consagración del nuevo proyecto de los vizcaínos. En la Liga ACT 2009, donde la normativa obliga a los clubes a disputar las regatas con un mínimo de remeros formados en la cantera del club o que llevan ya un número determinado de años en plantilla, Kaiku, no puede contar con todos sus mejores remeros y se debe conformar con ocupar un puesto en la mitad de la tabla. Pero en aquellos campeonatos que no forman parte de la Liga ACT, Kaiku puede plantarse con sus mejores hombres lo que les lleva a arrasar esa temporada. La Bizkaitarra se hace con el Campeonato de Vizcaya, el Campeonato del País Vasco, el Campeonato de España y la Bandera de la Concha. Estos dos últimos títulos no los ganaba Kaiku desde 1982 con Korta como entrenador también en aquella época. El triunfo de La Concha es el 15º obtenido por Korta.
La temporada 2010 parte bajo la misma premisa que la anterior. En la Liga ACT, Kaiku no puede contar con buena parte de sus remeros titulares, lo que le resta potencial y le impide disputar el título; pero en las restantes competiciones parten como claros favoritos. Kaiku revalida los títulos de campeón de Vizcaya, País Vasco y España de la temporada anterior; y parte como favorita para La Concha, en la que consigue además ganar la primera jornada. Sin embargo en la segunda jornada salta la sorpresa y Urdaibai Arraun, que mantiene una gran rivalidad con Kaiku, consigue arrebatarles bajo sorpresa la bandera en una segunda regata espectacular, en la que Kaiku se hunde acabando en la tercera plaza, por detrás de Urdaibai y Orio. La derrota escuece especialmente a Korta que se descuelga al finalizar la regata con unas incendiarias declaraciones en las que acusa veladamente a Urdaibai de dopaje. Esas declaraciones suponen la espoleta de la enésima polémica que tiene como centro a Korta, que se ve envuelto a partir de entonces en una agria polémica que incluye cruces de acusaciones entre Urdaibai y Kaiku y que tiene continuidad en una denuncia por dopaje contra integrantes del club de Bermeo.

## Korta en televisión
Korta se ha hecho también muy popular en el País Vasco por el concurso televisivo El conquistador del fin del mundo, un reality show de supervivencia que emite la cadena pública vasca ETB-2, en el que ha participado en varias ediciones. El Conquistador se grababa en la Patagonia argentina durante la primavera-verano austral, que coincide con el otoño-invierno europeo, que es cuando la temporada de traineras está parada. Por eso Korta podía compaginar sus participaciones en este programa con su actividad como entrenador de remo, actualmente Conquistador es grabado en el Caribe.
En 2006 entró a formar parte de la segunda edición del programa en el papel de capitán, un personaje famoso que no participa en el concurso, pero que lidera a un grupo de concursantes durante las primeras fases del programa.
Korta regresó en 2009 al concurso, en su quinta edición, tomando parte como capitán desde entonces en las sucesivas ediciones. En aquella edición coincidió en el papel de capitán del mismo equipo con el alpinista Juanito Oiarzabal. La pareja Korta-Oiarzabal se ha convertida en clásica del programa; ya que ambos han repetido como capitanes en las ediciones de 2010, 2011, 2013, 2014 y 2015 del programa, siendo capitanes enfrentados en las tres primeras ediciones, y capitanes del mismo equipo en las dos siguientes.
En 2007 el canal en euskera de la televisión pública vasca, ETB 1, emitió un reality en el que Korta era protagonista absoluto. El programa se llamaba Itasontzi baten (En un barco) y mostraba a Korta en sus quehaceres diarios y en su vida privada, así como viendo diversos aspectos de la vida vasca desde su prisma particular y en alguna otra tarea peculiar, como atravesando el Lago Ness de Escocia a raíz de una apuesta.